# 北条時盛
北条 時盛（ほうじょう ときもり）は、鎌倉時代前期から中期にかけての武将。北条氏の一門。鎌倉幕府の初代連署・北条時房の長男。佐介流北条氏の祖。佐介 時盛（さすけ ときもり）とも称される。
弟に大仏流の祖・朝直などがいるが、彼らとは異腹であり、時盛の母は不詳のため「庶長子」だったのではないかという見解がある。また、政治的に得宗家を脅かす存在として排除されたとする見解もある（後述）。

## 生涯
承久3年（1221年）の承久の乱では父・時房に従って東海道から西上し、6月15日に上洛した。貞応元年（1222年）8月28日に掃部権助に任じられる。
貞応3年（1224年）、父・時房が連署に就任して鎌倉に帰還すると、その跡目を継ぎ六波羅探題南方に就任し、6月29日に鎌倉を出発する。ただし『吾妻鏡』では泰時と共に鎌倉に戻ったとされている時房は、『明月記』などによると7月13日の時点で再入京しており、翌嘉禄元年（1225年）6月15日まで六波羅探題として在京して活動している。また時盛の異母弟で時房の嫡男である北条朝直も在京しており、嘉禄2年（1226年）1月に鎌倉に下向しているため、時盛の六波羅探題としての活動はそれ以降とする説もある。その後、時盛は北方の北条時氏、その後任の北条重時と協力して洛中の治安維持、統括を担当した。寛喜4年（1232年）頃には丹波国守護を務めている。嘉禎2年（1236年）7月20日に従五位下越後守に叙任される。翌年の4月9日に従五位上に昇叙される。暦仁元年（1238年）8月28日に正五位下に昇叙される。
仁治元年（1240年）1月24日に時房が没すると下向し、1月29日に鎌倉に戻るが、7月9日に再び上洛した。時盛は鎌倉に留まり執権北条泰時に伺候することを幕府に上申したが受諾されなかったという。背景には、嫡流である弟の朝直との間に時房流北条氏の惣領権を巡る軋轢があった。時盛とその一族達は、弟・朝直の一族（大仏流）との「政争」に敗れ、その為政治の表舞台から脱落したと考えられている。一方、叔父である時房を信頼と共にその政治的影響力を警戒していた泰時が、時房の死後にその政治的後継者の地位を望んだ時盛を排除して娘婿である朝直を取り立てることで時房流の分裂を促し泰時流（後の得宗家）の安定を図ったとする説もある。
仁治3年（1242年）5月12日に六波羅探題南方を解任されて鎌倉に戻り、6月に突如出家して勝円と号し、その後は幕政から距離を置き、幕政に一切関らなかった。実はこの5月12日は泰時危篤の報が六波羅探題に伝えられた日で、泰時は北方である重時のみの鎌倉帰還を命じたにもかかわらず、時盛は泰時死後の連署就任を策して無断で鎌倉に帰還したものの、（恐らく泰時の意思で）幕府から拒絶されたのである。時盛の息子も同様に幕政の中枢から遠ざかっている（仁治三年の政変）。
建治元年（1275年）12月12日、79歳で孫の北条時国が六波羅探題南方に就任する際に随行して上洛し、2年後の建治3年（1277年）5月2日に六波羅で没した。享年81。
九条頼経、頼嗣、宗尊親王ら京都から招聘した将軍が更迭され、上洛する際、時盛の屋敷が中継地として使われている。
時盛の家系は佐介流北条氏として続いたが、時盛の逼塞や後の時国や北条時光の失脚、朝直を祖とする大仏流北条氏の隆盛によって凋落し、他の流派の風下に置かれることとなった。